# Alameda del Tajo
La Alameda del Tajo, anteriormente conocida como Alameda de San Carlos, es un paseo arbolado y jardín botánico que data de principios del siglo XIX y se sitúa en la ciudad de Ronda, provincia de Málaga, España.

## Descripción
Está localizado junto a la plaza de Toros y al borde de la cornisa del Tajo. Lo forman cinco avenidas ajardinadas que desembocan en un paseo con balcones desde donde se puede contemplar la hoya y la Serranía de Ronda.
Entre su riqueza botánica destacan árboles de más de 200 años de antigüedad catalogados en la guía de árboles notables de la provincia de Málaga. Podemos encontrar un cedro del Himalaya, un enorme pino piñonero y una acacia de tres espinas. 
La formación geológica conocida como el "Asa de la Caldera" se encuentra también en este parque bajo los miradores.

## Estatuas
- Estatua de Pedro Romero
- Estatua de la Goyesca
- Ángeles
- Paseo de columnas

## Lugares anexos
Desde la parte occidental de la Alameda parte el paseo de los Ingleses que trascurre por el borde del tajo hasta alcanzar los jardines del hotel Victoria. Este paseo fue construido a la vez que dicho hotel y a la vez que el ferrocarril de Ronda, para potenciar su uso por parte de turistas.
El paseo de los Balcones del Tajo es bordeado por el camino de los Tilos, que sale de la Alameda y continúa en línea recta hasta llegar al parador de Turismo de Ronda. Está franqueado por árboles de esta especie y cada uno en origen llevaba una inscripción con en nombre de un niño que naciera en Ronda el mismo día que plantaron el árbol. Este paseo también atraviesa los jardines de Blas Infante, parque anexo a la Alameda donde se encuentran varias construcciones de interés como el mausoleo del artista japonés Miki Haruta, un auditorio al aire libre y una oficina de turismo.
Dentro de la Alameda se encuentra el nuevo teatro Vicente Espinel, construido sobre un antiguo recinto de festivales en desuso, pero que contenía varios ejemplares de árboles de inmenso tamaño.
En la parte norte del parque, junto a la plaza de la Merced, se encuentra la casa de cultura, edificio multiusos que alberga la biblioteca municipal Vicente Espinel, sala de exposiciones y distintas oficinas distribuidas en tres plantas.